# إفوري لاتا
إفوري لاتا (بالإنجليزية: Ivory Latta) مواليد 25 سبتمبر 1984 في مك كونيلس، هي لاعبة كرة سلة أمريكية سابقة أصبحت مدربة. بدأت مسيرتها الاحترافية في سنة 2007. تم اختيارها من قبل فريق ديترويت شوك خلال الدرافت. تدرب فريق واشنطن ميستيكس في دوري الاتحاد الوطني لكرة السلة النسائية. وحملت الرقم 12. شاركت مرتين في مباراة كل النجوم.

## المسيرة الاحترافية
لعبت مع ديترويت شوك في سنة 2007، ثم لعبت مع أتلانتا دريم في موسم 2008–2009، ثم لعبت مع تلسا شوك من سنة 2010 إلى 2012، ثم لعبت مع واشنطن ميستيكس في سنة 2013.

## روابط خارجية
- إفوري لاتا على موقع الاتحاد الوطني لكرة السلة النسائية (الإنجليزية)
- إفوري لاتا على موقع كرة السلة الأوروبية.كوم (الإنجليزية)
- إفوري لاتا على موقع كلية كرة السلة في سبورتس رفرنس.كوم (الإنجليزية)
- إفوري لاتا على موقع بروبوليرز (الإنجليزية)
- إفوري لاتا على موقع سبورتس رفرنس (الإنجليزية)